# Семяновка (Конотопский район)
Семя́новка (укр. Сім'янівка) — село,
Дубовязовский поселковый совет,
Конотопский район,
Сумская область,
Украина.
Код КОАТУУ — 5922055306. Население по переписи 2001 года составляло 865 человек.

## Географическое положение
Село Семяновка находится на берегу реки Липка (в основном на левом берегу),
выше по течению примыкает пгт Дубовязовка,
ниже по течению на расстоянии в 1,5 км расположено село Кохановка.
На реке сделано несколько запруд.
Через село проходит автомобильная дорога Т-2504.

## История
- Село Семяновка возникло во второй половине XVII века.